# Аталія (фільм, 1910)
«Аталія» (фр. Athalie, 1910) —  французький художній фільм  Мішеля Карре.

## Сюжет
Фільм є екранізацією трагедії  Жана Расіна.
Аталія, вдова царя  Юдеї, знищила всіх законних спадкоємців покійного чоловіка і царює сама, але один з царевичів живий і перебуває під захистом верховного коена. У сні Аталія бачить юного спадкоємця царем. Вона наказує штурмувати Храм, але, коли жрець відсмикує завісу і всі бачать царевича, який сидить на троні, рятується втечею, вирішивши, що сон вже втілився в життя.

## Художні особливості
Режан досить вдало використовує великий план.
Так епізод, в якому Аталію переслідують сновидіння (друга частина), знята загальним планом, але актриса моментами наближається до апарату, даючи можливість глядачам побачити обличчя, спотворене страхом і таким чином відтворює жах, що охопив при цьому її героїню.

## Цікаві факти
- Ця велика на ті часи постановка вийшла в кольорі за методом «Пате-колор» (2 частини, 550 метрів).
- У різних джерелах режисером стрічки називають те Карре, то Альбера Капеллані